# شيل كارلستروم
شيل كارلستروم (بالفنلندية: Kjell Carlström) مواليد 18 أكتوبر 1976 في بورفو، هو دراج فنلندي سابق في صنف سباق الدراجات على الطريق.

## وصلات خارجية
- الموقع الرسمي

## روابط خارجية
- شيل كارلستروم على موقع الاتحاد الدولي للدراجات (الإنجليزية)
- شيل كارلستروم على موقع أرشيف الدراجات (الإنجليزية)
- شيل كارلستروم على موقع إحصائيات الدراجات الإحترافية (الإنجليزية)
- شيل كارلستروم على موقع نسبة الدراجات (الإنجليزية)
- شيل كارلستروم على موقع CycleBase (الإنجليزية)